# Romunska patriarhalna stolnica
Romunska patriarhalna stolnica (tudi Metropolitanska cerkev ) je delujoča pravoslavna cerkev in državna znamenitost na vzpetini Dealul Mitropoliei v Bukarešti v Romuniji. Stoji v bližini palače patriarhata. Je kraj mnogih verskih praznikov in praznovanj, povezanih s pravoslavno vero v Bukarešti, vključno z romanjem na cvetno nedeljo . Pravoslavna maša v stolnici je znana po zboru. 
Romunska pravoslavna patriarhalna stolnica je zgodovinski spomenik Romunije.

## Zgodovina
Gradnja se je začela leta 1655 na ukaz vlaškega princa Șerbana Basarba in se je končala leta 1659 . Pročelje je narejeno v brankovanskem slogu . Vse prvotne freske in skulpture so bile uničene, razen ikone Konstantina in Helene, ki sta zaščitnika stolnice. Današnje freske je leta 1923 izdelal Dimitrie Belizarie.
Leta 1862 je bil umorjen romunski premier Barbu Catargiu, ko je njegov odprti voz peljal mimo stolnice.

## Arhitektura in oprema
Stolnica je osrednja stavba s kupolo na tlorisu grškega križa. Na zahodu jo dopolnjuje preddverje z nadaljnjo glavno in več pomožnimi kupolami ter narteksom, okrašenim z mozaiki. Bogato pohištvo z arhitekturnim okrasjem, ikonami, freskami in rezbarijami je iz različnih obdobij njene zgodovine.

## Galerija
- Velik lestenec
- Zvonik
- Zunanji mozaiki
- Freske na notranji steni
- Notranjost cerkve